# Phare de Selvogur
Le phare de Selvogur (en islandais : Selvogsviti) est un phare situé à Selvogur, à 25 km à l'ouest de  Þorlákshöfn, dans la région de Suðurland.